# Halfway (Missouri)
Pour les articles homonymes, voir Halfway.
Halfway est un village situé à l'est du comté de Polk, dans le Missouri, aux États-Unis,.

## Démographie
Lors du recensement de 2010, le village comptait une population de 173 habitants. Elle est également estimée, en 2016, à 173 habitants.

### Source de la traduction
- (en) Cet article est partiellement ou en totalité issu de l’article de Wikipédia en anglais intitulé « Halfway, Missouri » (voir la liste des auteurs).